# Jean Guiton

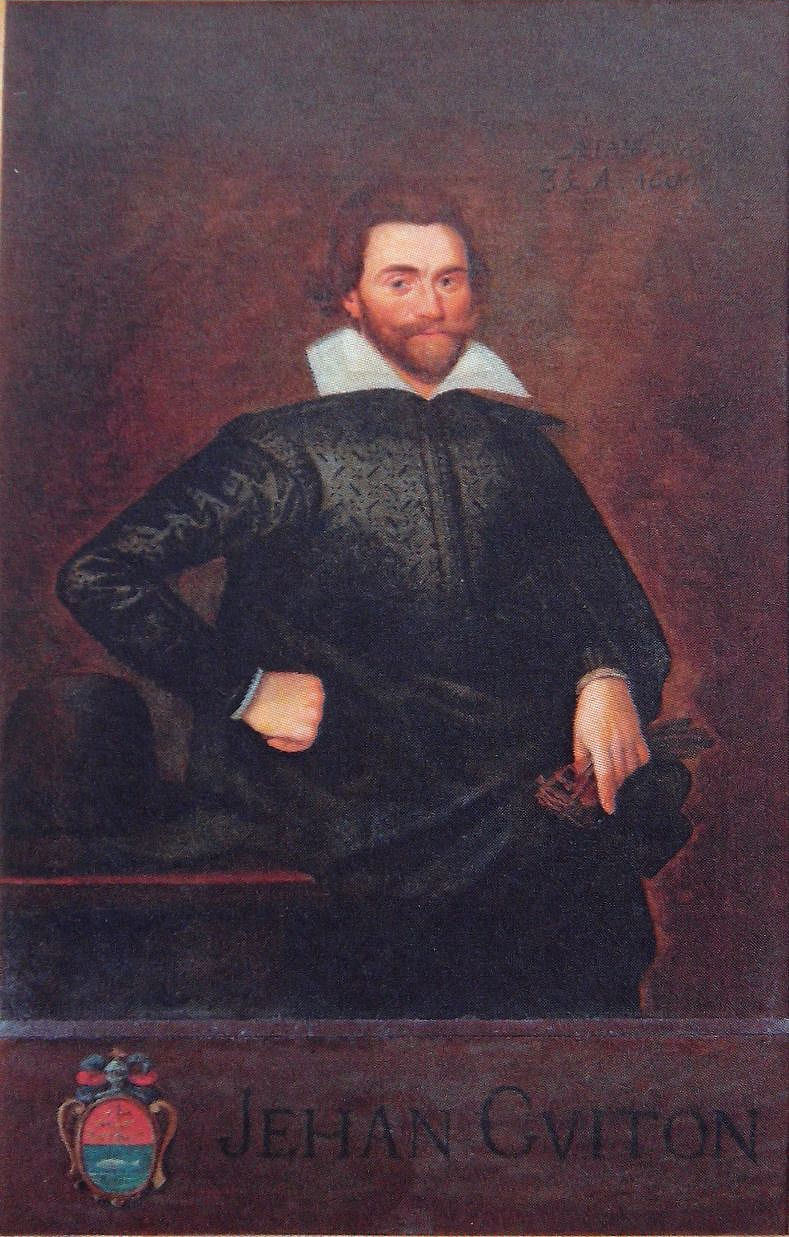
Jean Guiton (um 1650)

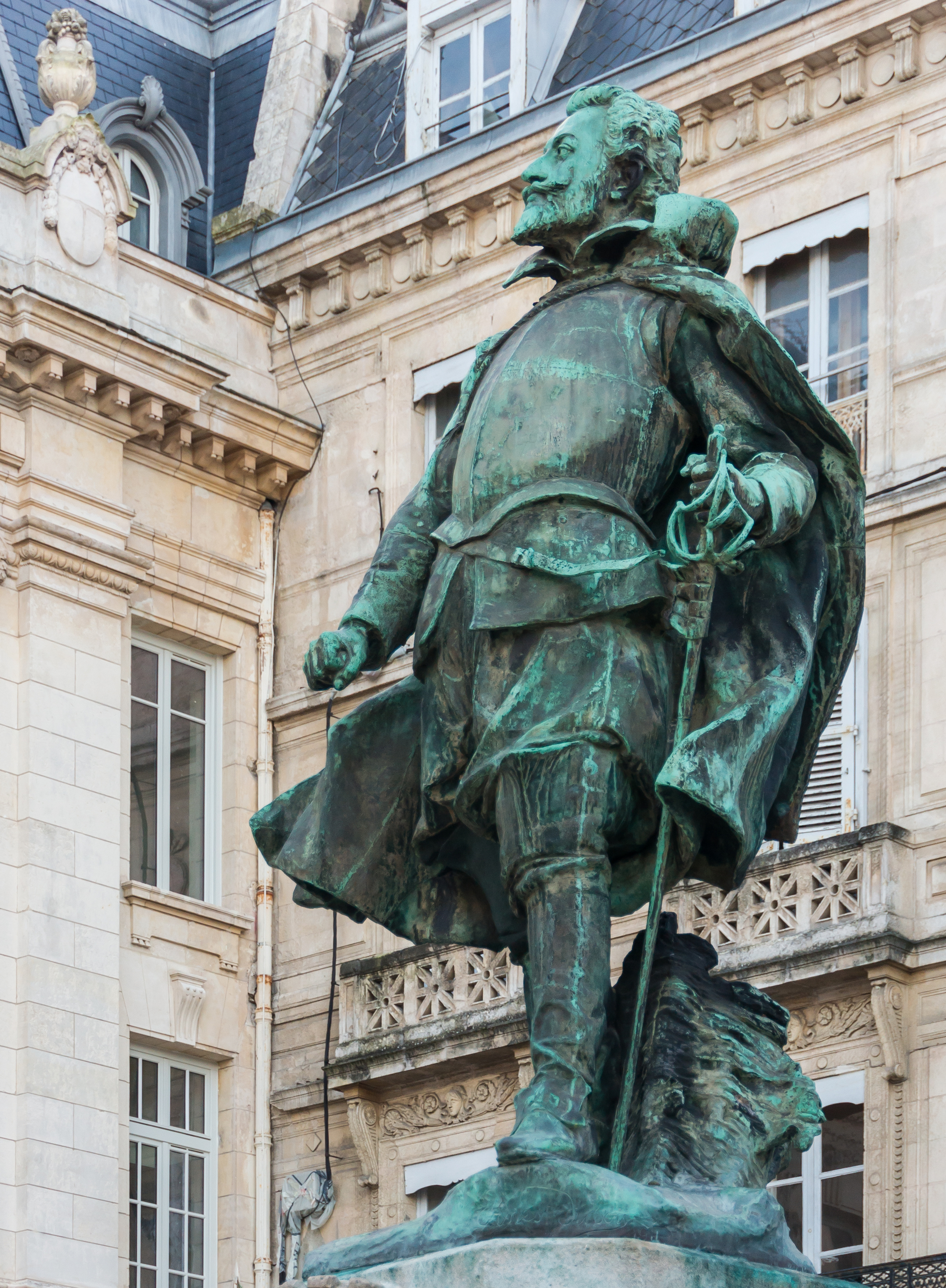
Statue Jean Guitons in La Rochelle (1911)

Jean Guiton (* 2. Juli 1585 in La Rochelle; † 15. März 1654 in La Jarne) war ein hugenottischer Reeder und Bürgermeister (maire) der Stadt La Rochelle in der Zeit ihrer Belagerung durch die katholische Armee Ludwigs XIII. und Kardinal Richelieus (1627/28).

## Leben
Jean Guiton entstammte einer protestantischen Kaufmannsfamilie aus La Rochelle, die in der zweiten Hälfte des 16. Jahrhunderts bereits mehrere Bürgermeister gestellt hatte. Zu Beginn des 17. Jahrhunderts lernte er den Beruf eines Reeders in mehreren Unternehmen der Stadt. Im Jahr 1610 heiratete er Marguerite Prévost, die Tochter des Bürgermeisters von 1609. Sie gebar ihm 5 Kinder, starb jedoch bereits im Jahr 1619. Ein Jahr darauf ging er eine neue, aber letztlich kinderlose Ehe mit Judith David, ebenfalls eine Bürgermeisterstochter, ein. Im Jahr 1621 ernannte man ihn zum Admiral der städtischen Flotte. Während der ersten Blockade von La Rochelle (1621/22) war er engagiert, jedoch letztlich wenig glücklos.
Guiton unterstützte im Jahr 1625 Benjamin de Rohan, den Baron oder „Herzog“ de Soubise, bei dessen antiroyalistischen Aktivitäten.
Sechs Jahre später, bei der erneuten Belagerung von La Rochelle leitete er den Widerstand. Am 2. Mai 1628 wurde er zum Bürgermeister ernannt und tat kund, dass er jeden durchbohren würde, der sich ergeben wolle. Nach dem Ausbruch einer Hungersnot mit mehr als 20.000 Toten musste er sich jedoch der übermächtigen königlichen Militärmacht geschlagen geben. Die Stadt kapitulierte am 30. Oktober 1628. Jean Guiton war ins Exil nach England geflohen.
Im Jahr 1635 kehrte er nach Frankreich zurück und Kardinal Richelieu ernannte ihn zum Kommandanten des Kriegsschiffes Turc, mit welchem er in der Bataille de Getaria (1638) siegreich gegen die Spanier kämpfte. Er starb im Jahr 1654 auf seinem Landgut bei La Jarne.

## Ehrungen
Die längste Straße in La Rochelle trägt den Namen Avenue Jean Guiton. Auf dem Rathausplatz im Stadtzentrum wurde ihm zu Ehren im Jahr 1911 eine Bronzestatue aufgestellt.